# Beth Orton
Beth Orton właśc. Elizabeth Caroline Orton (ur. 14 grudnia 1970 w Dereham, Norfolk) – brytyjska piosenkarka muzyki folk. Laureatka nagrody Brit Awards w kategorii „Best British Female”.
Beth znana jest z łączenia elementów folku z electronicą. Na początku swojej kariery współpracowała z Williamem Orbitem i The Chemical Brothers. W 1993 Orton wydała swój pierwszy solowy album SuperPinkyMandy.
Ciepri na chorobę Leśniowskiego-Crohna. W grudniu 2006 urodziła córeczkę.

## Dyskografia

### Albumy
- SuperPinkyMandy (tylko w Japonii – 1993)
- Trailer Park (1996)
- Central Reservation (1999)
- Daybreaker (2002)
- The Other Side of Daybreak (2003)
- Pass In Time: The Definitive Collection (2003)
- Comfort of Strangers (2006)
- Sugaring Season (2012)
- Kidsticks (2016)

### EPs
- Best Bit EP (1997)
- Concrete Sky EP (2002)

### Single
- "Don't Wanna Know 'Bout Evil" (1992)
- "I Wish I Never Saw the Sunshine" (1997)
- "She Cries Your Name" (1996)
- "Touch Me with Your Love" (1997)
- "Someone's Daughter" (1997)
- "Stolen Car" (1999)
- "Central Reservation" (1999)
- "Anywhere" (2002)
- "Thinking About Tomorrow" (2003)
- "Conceived" (2005) – Digital download, (2006)
- "Shopping Trolley" (2006)

## Filmografia
- Southlander
- Leonard Cohen: I’m Your Man
- Charmed – Sand Francisco Dreamin' (05x14)